# Thwaitesia scintillans
Thwaitesia scintillans är en spindelart som beskrevs av Kulczynski 1911. Thwaitesia scintillans ingår i släktet Thwaitesia och familjen klotspindlar. Inga underarter finns listade i Catalogue of Life.